# U-534
Il sommergibile U-534 fu un'unità classe U-Boot Tipo IX-C/40 della Kriegsmarine tedesca, in servizio durante la II guerra mondiale.
Fu costruito nel 1942 ad Amburgo-Finkenwerder da Deutsche Werft AG. Impiegato principalmente per scopo addestrativo, non affondò nessuna nave durante il suo periodo di attività.
Venne affondato da un bombardiere della RAF il 5 maggio 1945. Il relitto, localizzato a metà degli anni '80, venne recuperato nel 1993 e successivamente trasformato in un museo, divenendo in seguito uno dei quattro U-Boot germanici conservati in buone condizioni aperti al pubblico.

## Storia operativa
Dopo il varo, l'U-534 fu assegnato alla 4ª flottiglia per l'addestramento degli equipaggi e per test sulle armi, compreso il nuovo siluro acustico Zaunkoenig T-5, fino al febbraio 1944.
Venne successivamente riconfigurato e in aprile venne trasferito alla 2ª flottiglia.
Il primo servizio di pattuglia fu inficiato da una perdita d'olio e dal maltempo nel nord Atlantico, e venne eseguita soltanto la raccolta di dati meteorologici. Nella seconda missione di ricognizione l'unità dovette rifugiarsi in un porto amico per sfuggire a un blocco navale degli Alleati a Lorient.

## Affondamento
Il 5 maggio 1945, per motivi sconosciuti, il capitano del U-534 ignorò l'ordine di resa dato a tutti i sommergibili dall'ammiraglio Doenitz, facendo invece rotta per la Norvegia. L'unità stava navigando sulla superficie del Kattegat, assieme ad altri tre U-Boot, quando un B-24 Liberator britannico attaccò il gruppo; nove bombe di profondità andarono a vuoto, mentre un'altra danneggiò il sommergibile; l'U-534 cominciò ad imbarcare acqua da una falla nella sala motori, ed affondò a nord-est dell'isola Anholt, in Danimarca. Dei 52 uomini di equipaggio ne perirono 3.
Ad oggi è ancora sconosciuta ragione del rifiuto di arrendersi da parte dell'unità. Il comandante del U-534, Herbert Nollau, si suicidò nel 1968 senza aver mai fornito la propria versione dei fatti. Il ritrovamento di tre siluri T11 sperimentali, all'epoca tecnologicamente avanzati per il loro rivoluzionario sistema direzionale acustico, lascia tuttavia ritenere che l'equipaggio non volesse far cadere in mano nemica questi ordigni di nuova concezione.

## Ritrovamento e recupero
Il ritrovamento del relitto del sommergibile avvenne nel 1986, dopo 41 anni dall'affondamento, dal  cacciatore di relitti danese Aage Jensen, soprannominato "Dynamite-Aage". Nel 1993 il milionario Karsten Ree ha sponsorizzato l'operazione di recupero, credendo che il relitto trasportasse ignote ricchezze.
Trasportato a Birkenhead (Inghilterra) nel 1996, l'unità navale formò parte della collezione "Warship Preservation Trust", fino alla chiusura del museo il 5 febbraio 2006. Nel giugno 2007 la Merseytravel transit authority annunciò l'acquisto del sottomarino per esporlo al Woodside Ferry Terminal, nel Merseyside. Per ragioni tecniche ed economiche di trasporto al nuovo sito, il natante fu tagliato in cinque sezioni, due delle quali furono riunite. La mostra The U-Boat Story ha aperto il 10 febbraio 2009. L'U-534 è in mostra sezionato per consentire ai visitatori una migliore visibilità, sebbene non sia consentito l'accesso all'interno.